# Daugård (plaats)
Daugård is een plaats in de Deense regio Midden-Jutland, gemeente Hedensted, en telt 1071 inwoners (2008).